# Mal vivir

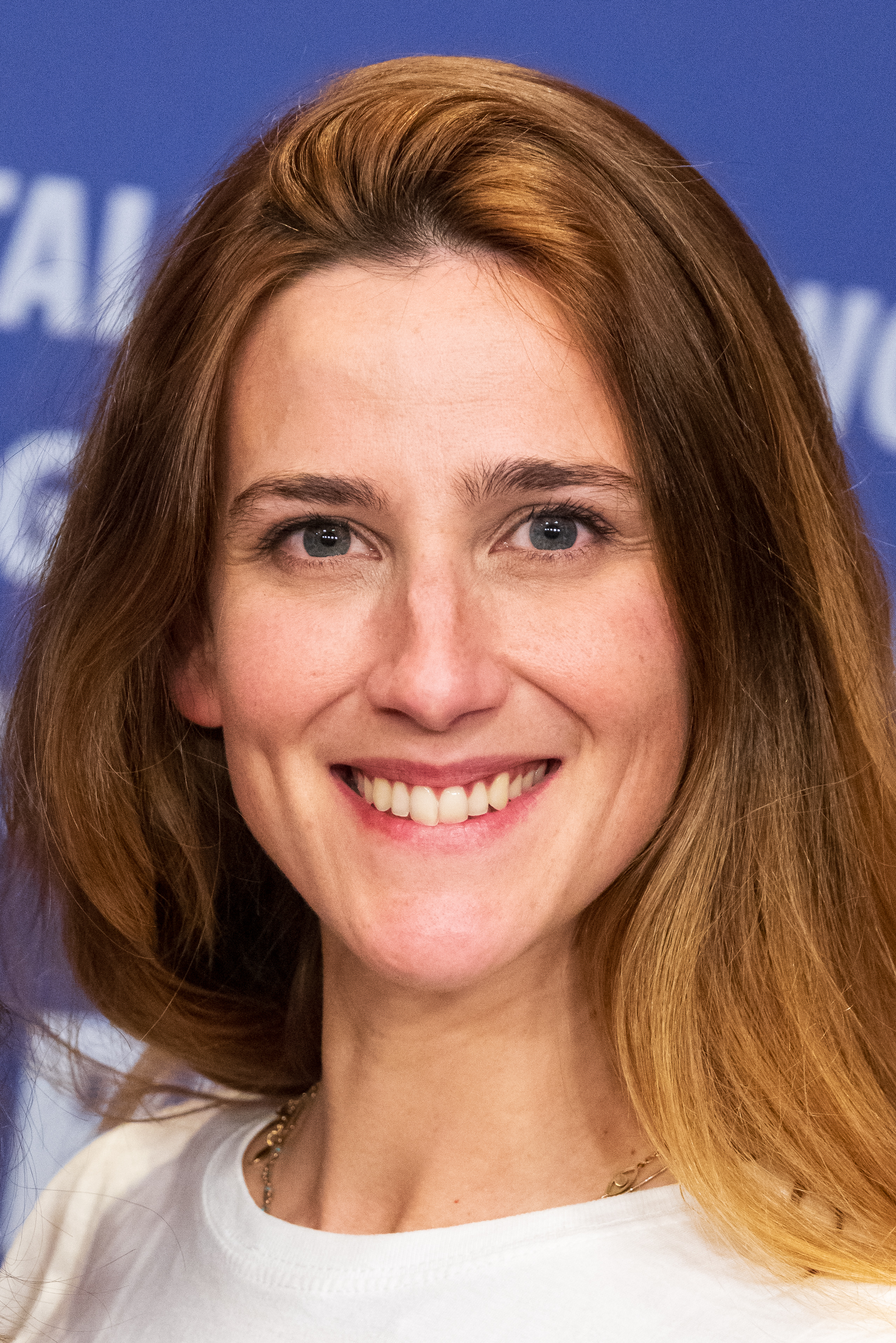
La actriz Lia Carvalho en la presentación de la película "Bad Living" en el festival de cine Berlinale, en 2023.

Mal vivir (en portugués: Mal viver) es una película dramática portuguesa de 2023 dirigida por João Canijo. Protagonizada por Anabela Moreira y Rita Blanco, la película retrata la historia de una familia formada por varias mujeres de diferentes generaciones, cuyas relaciones entre ellas se han vuelto envenenadas por la amargura.
Fue seleccionada para competir por el Oso de Oro en el Festival Internacional de Cine de Berlín de 2023 donde ganó el Premio del Jurado.
Fue seleccionada como la candidata portuguesa a la mejor película internacional en los Premios Óscar 2024.

## Sinopsis
Un grupo de mujeres de distintas generaciones de una misma familia regenta un hotel en la costa norte de Portugal. Las relaciones entre ellas se han deteriorado y tratan de sobrevivir en un hotel en decadencia. Entonces, la llegada inesperada de una nieta desata los problemas, al tiempo que afloran los odios latentes y los resentimientos acumulados.

## Reparto
- Anabela Moreira como Piedade
- Rita Blanco como Sara
- Madalena Almeida como Salome
- Cleia Almeida como Raquel
- Vera Barreto como Angela
- Nuno Lopes como Jaime
- Filipa Areosa como Camila
- Leonor Silveira como Elisa
- Rafael Morais como Alex
- Lia Carvalho como Graça
- Beatriz Batarda como Judite
- Carolina Amaral como Alice
- Leonor Vasconselos como Julia

## Recepción
En el sitio web agregador de reseñas Rotten Tomatoes, la película tiene un índice de aprobación del 75% según 8 reseñas, con una calificación promedio de 8/10.